# Eninho
Ênio Oliveira Júnior, meglio noto come Eninho (Murici, 16 maggio 1981), è un ex calciatore brasiliano, di ruolo attaccante.